# Didier Laloy
Pour les articles homonymes, voir Laloy.
 (août 2019).
Si vous disposez d'ouvrages ou d'articles de référence ou si vous connaissez des sites web de qualité traitant du thème abordé ici, merci de compléter l'article en donnant les références utiles à sa vérifiabilité et en les liant à la section « Notes et références ».
Didier Laloy est un accordéoniste belge né le 11 juin 1974 à Etterbeek, dans la région de Bruxelles-Capitale.

## Biographie

### Jeunesse
Didier Laloy découvre l’accordéon diatonique à l'âge de 13 ans à l'occasion d'une fête de rue organisée par sa mère, Mireille, dont une amie s'est proposée pour venir faire une animation musicale. Aussitôt, Didier est sous le charme de l'instrument et très vite, il va participer à de nombreux stages à Borzée avec entre autres Bruno Le Tron, Marc Perrone et Jean-Pierre Yvert. Dès ses premiers pas, ses professeurs sont impressionnés par le talent et le style novateur du jeune débutant[réf. nécessaire], qui en outre joue tout d'oreille. Ils font part de leur enthousiasme à ses parents. Ceux-ci, bien que sceptiques quant aux possibilités d'avenir de l'accordéon, l'encouragent très rapidement en lui offrant son premier accordéon Castagnari. Très vite, avant même ses 18 ans, il fera ses premiers concerts, et c'est tout naturellement qu'il en fait son métier. Aujourd'hui, Didier a quitté Bruxelles (et plus particulièrement le quartier européen où il a grandi) pour s'installer avec sa femme et ses quatre enfants dans un petit village du namurois.
En 2013, il reçoit un Octaves de la musique, catégorie « Musiques du monde », en compagnie de Tuur Florizone. En 2015, il remporte le même Octave, aux côtés de Kathy Adam, pour leur duo Belem.
Il est depuis plusieurs années considéré comme un des représentants les plus actifs du renouveau de l’accordéon diatonique en Europe, notamment en tant que membre de Tref et de Samurai Accordion.

### Parcours musical
(août 2014).
- 1990 : il se présente au concours "Jeunes solistes".

- 1991 :  il fonde avec Marc Malempré le groupe "Carte Blanche" : folk, jazz, rock.

- 1992 : il accompagne le chanteur Michel Azaïs dans son répertoire de chansons françaises et participe au concours Music live. Il accompagne les musiciens du groupe des Jeunesses Musicales néerlandophones en Estonie et en Suède, à Falun (1992-93).

- 1993: il rejoint l’ensemble Panta Rhei qui se produira durant 8 années en Europe et en Afrique du Nord; Belgique, Danemark, Portugal, France, Espagne, Autriche, Hongrie, Pays-Bas, Tunisie, Maroc feront partie de la tournée.

- 1994: il participe à la pièce de théâtre "SAC A MALICE" en compagnie de Dany Bayer, Marc et Tania Malempré. Il participe aussi aux tournées des Jeunesses Musicales au sein de différentes formations (jusqu'en 2001).

- 1995: il devient musicien et compositeur du groupe Garam Masala (musique métissée) et compose un duo d’accordéons diatoniques avec Bruno Le Tron qui interprète des compositions d’inspiration traditionnelle. C'est aussi cette année que se forme le groupe Trio Trad avec Aurélie Dorzée et Luc Pilartz. Il participe à de nombreux concerts et animations entre autres pour l’asbl « Live Music Now » de la fondation Yehudi Menuhin, sous Le Haut Patronage de Sa Majesté la Reine Fabiola.

- 1998: il participe à l’ensemble Picallily avec Jacques Pirard et Philippe Laloy (reprises instrumentales de chansons françaises). Il accompagne la tournée des Jeunesses Musicales belges au sein du trio "Tradison" avec Marc Malempré et Philippe Luyten dans un spectacle de musiques traditionnelles pour enfants. Il est aussi présent lors de concerts en duo avec l’accordéoniste Gwenaël Micault.

- 1999, il participe au spectacle humoristique « A NOUS DEUX » aux côtés de Laurence Bibot et de Marka. Il devient d'ailleurs accordéoniste du chanteur Marka (chanson française). Il entreprend des concerts en duo avec l’accordéoniste Wim Claeys. Un peu plus tard, il rejoint les chanteuses galiciennes Ialma et accompagne les chanteuses de Laïs.

- 2000 : il remporte avec Trio Trad le tremplin des musiques traditionnelles des Jeunesses Musicales de France (tournées dans les écoles pour les années 2001 et 2002). Dans la foulée, il travaille avec Pirly Zurstrassen (jazz) dans une formation composée de 9 musiciens ; cordes, vents, piano, accordéon et percussions. Le répertoire comprend des compositions, improvisations et des musiques traditionnelles. Il est annoncé en première mondiale au Gaume Jazz festival en août 2000. Il est aussi choisi pour être accordéoniste du chanteur Raphy Raphaël (chanson pour enfants). Membre du groupe Urban Trad, il collabore également à « RACINES » (création théâtrale aux côtés de Philippe Vauchel). Il donne de nombreux concerts avec l’ensemble de Luc Pilartz (musiques populaires de Wallonie) à l’abbaye de Stavelot, Dranouter Folk Festival, Brosella Folk & Jazz, Festival de Flandres. Concerts en duo avec le pianiste-compositeur Jean-Christophe Renault (compositions pour piano et accordéon). Il accompagne encore Photis Ionatos dans un répertoire de musique grecque ainsi que la chanteuse Zahava Seewald (musique juive).

- 2001 : formation du groupe Tref avec Wim Claeys, Bruno Le Tron et Frédéric Malempré.

- 2002 : rencontre avec Yvette Berger et Christian Merveille.

- 2003 : enregistrement du premier projet porté par Didier Laloy ; S-TRES. Il accompagne le groupe Urban Trad au concours de l'concours Eurovision de la chanson 2003[réf. nécessaire], la chanson Sanomi y remporte la seconde place.

- Août 2004 : soirée exceptionnelle au festival d’art de Huy durant laquelle Didier Laloy est entouré de 27 musiciens qu’il a côtoyés tout au long de ses 10 premières années de carrière.
- 2011, Accordion Samurai avec Markku Lepistö (fi), David Munnelly (nl), Riccardo Tesi (it) et Bruno Le Tron.